# 성춘복
성춘복(1936년 4월 22일 ~ 2024년 5월 22일)은 대한민국의 시인이다.

## 학력
- 소정소학교 (졸업)
- 부산중학교 (졸업)
- 성균관대학교 (국어국문학 / 학사)

## 경력
- 문학시대 발행인
- 문학의 집 서울 상임이사
- 한국문인협회 이사장
- SBS문화재단 이사
- 예술원 전문위원
- 한국문인협회 이사
- 삼성출판사 편집국 국장
- 성균관대학교 문과대학 국어국문학과 강사

## 수상
- 1996 문학부문 서울시문화상
- 1993 펜문학상
- 1992 한국예술문화대상
- 1986 한국시인협회상
- 1984 동포문학상
- 1966 제1회 월탄문학상